# Емерсон Леао
Емерсон Леао (Рибеирао Прето, 11. јул 1949) бивши је бразилски фудбалер.

## Каријера
Током каријере играо је за Палмеирас, Васко да Гама, Гремио Порто Алегре, Коринтијанс Паулиста и многе друге клубове.

## Репрезентација
За репрезентацију Бразила дебитовао је 1970. године, наступао и на Светском првенству 1970., 1974, 1978. и 1986. године. За национални тим одиграо је 80 утакмица.

## Статистика
| Бразил | Бразил | Бразил |
| Год.   | Ута.   | Гол.   |
| ------ | ------ | ------ |
| 1970   | 2      | 0      |
| 1971   | 0      | 0      |
| 1972   | 4      | 0      |
| 1973   | 5      | 0      |
| 1974   | 15     | 0      |
| 1975   | 0      | 0      |
| 1976   | 5      | 0      |
| 1977   | 13     | 0      |
| 1978   | 12     | 0      |
| 1979   | 8      | 0      |
| 1980   | 0      | 0      |
| 1981   | 0      | 0      |
| 1982   | 0      | 0      |
| 1983   | 14     | 0      |
| 1984   | 0      | 0      |
| 1985   | 0      | 0      |
| 1986   | 2      | 0      |
| Укупно | 80     | 0      |